# Saoirse Ronan
Saoirse Una Ronan (/ˈsɜrʃə ˈuːnə ˈroʊnən/, «Sérsha»;El Bronx, Nueva York, 12 de abril de 1994), conocida como Saoirse Ronan, es una actriz irlandoestadounidense. A su corta edad, ha sido nominada en cuatro ocasiones a los Premios Óscar. Ganadora del Globo de Oro, cuenta además con nominaciones a los Premios BAFTA, los Premios del Sindicato de Actores y los Premios de la Crítica Cinematográfica, entre otros. Por ello, es considerada una de las mejores actrices de su generación.
Ronan recibió su primera nominación a los Premios Óscar como mejor actriz de reparto a los trece años por su papel en Atonement (2007), su segunda nominación fue como mejor actriz por Brooklyn (2015), su tercera nominación llegó dos años después por su rol principal en Lady Bird (2017) y en 2020 fue nominada por su interpretación como Jo March en Mujercitas (2019), también como mejor actriz. Ha recibido en total cuatro nominaciones a los Globos de Oro, ganando una vez por Lady Bird (2017); tiene cinco nominaciones a los Premios BAFTA, cuatro nominaciones a los Premios del Sindicato de Actores, así como diez nominaciones a los Premios de la Crítica Cinematográfica, ganando una vez por The Lovely Bones (2009); y tres nominaciones a los Premios Satellite, ganando una vez por Brooklyn (2015).
Debutó en el cine con la comedia romántica I Could Never Be Your Woman (2007). Otros papeles notables en su carrera incluyen Atonement (2007), City of Ember (2008), The Lovely Bones (2009), The Way Back (2010), Hanna (2011), The Host (2013), El Gran Hotel Budapest (2014), Brooklyn (2015), Lady Bird (2017) y Mujercitas (2019).
En 2016, Ronan debutó en Broadway interpretando a Abigail Williams en una nueva versión de la obra The Crucible, de Arthur Miller.

## Primeros años
Ronan nació en el barrio del Bronx de la ciudad de Nueva York. Es la única hija de Monica (de soltera Brennan) y Paul Ronan, ambos de Dublín, Irlanda. Su padre trabajó en la construcción y en un bar antes de formarse como actor en Nueva York, y su madre había actuado de pequeña. Los tres se mudaron a Dublín cuando Saoirse tenía tres años. Vivieron una temporada en el Condado de Carlow, donde asistió a la Escuela Nacional de Ardattin, pero luego fue educada en casa por un tutor privado. En su juventud, regresaron a Dublín, instalándose en el pueblo costero de Howth.

## Carrera

### 2003-2008: Inicios y primeros papeles

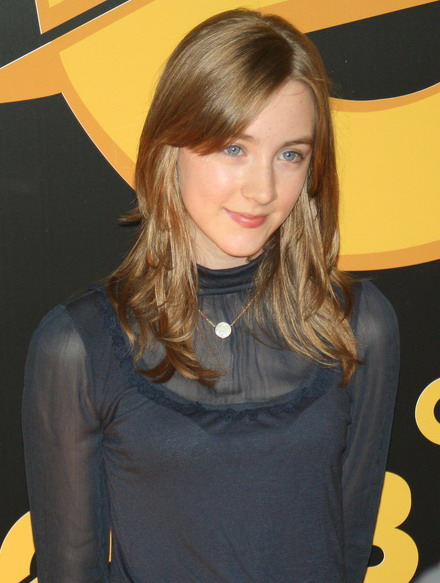
Saoirse Ronan en el estreno europeo de City of Ember en 2008.

Saoirse debutó en la televisión con un pequeño papel en la serie The Clinic (2003), y luego participó en Proof (2004 - 2005). Durante ese tiempo, audicionó para interpretar a Luna Lovegood en Harry Potter y la Orden del Fénix, un papel que finalmente perdió frente a Evanna Lynch.
Ronan ganó reconocimiento internacional después de aparecer en Atonement (2007), dirigida por Joe Wright. Audicionó para esta película con doce años; en ella interpreta a Briony Tallis, una aspirante a escritora de trece años de edad, que irrevocablemente cambia el curso de varias vidas cuando acusa al amante de su hermana mayor de un crimen que no cometió. La película está protagonizada por Keira Knightley y James McAvoy. Con un presupuesto de treinta millones de dólares, la película fue un éxito tanto crítica como comercialmente, y Saoirse obtuvo una nominación al Premio Óscar por su papel. Así se convirtió en una de las actrices más jóvenes en ser nominada a un Óscar junto a otros actores como: Tatum O'Neal, Mary Badham, Quinn Cummings, Abigail Breslin, Patty McCormack y Anna Paquin. También en 2007, apareció en I Could Never Be Your Woman, interpretando el personaje de Izzie Grossman, la hija adolescente de una guionista de series de televisión, interpretada por Michelle Pfeiffer, quien se enamora de un hombre más joven (Paul Rudd); mientras que Izzie se enamora por primera vez. Tras su lanzamiento, el proyecto independiente obtuvo críticas poco entusiastas en su mayoría.
El mismo año, interpretó a la hija del personaje de Catherine Zeta-Jones en El último gran mago (2007). La película no fue un éxito de taquilla, ya que apenas recaudó 8,3 millones de dólares en todo el mundo.
En 2008, Ronan protagonizó City of Ember, basada en la novela de Jeanne DuPrau, que recibió críticas mixtas y recaudó diecisiete millones de dólares en todo el mundo, muy por debajo de su presupuesto que fue de cincuenta y cinco millones. Igualmente, le valió una nominación al Premio Irlandés de Cine y Televisión.

### 2009-2014: The Lovely Bones y primeros protagónicos

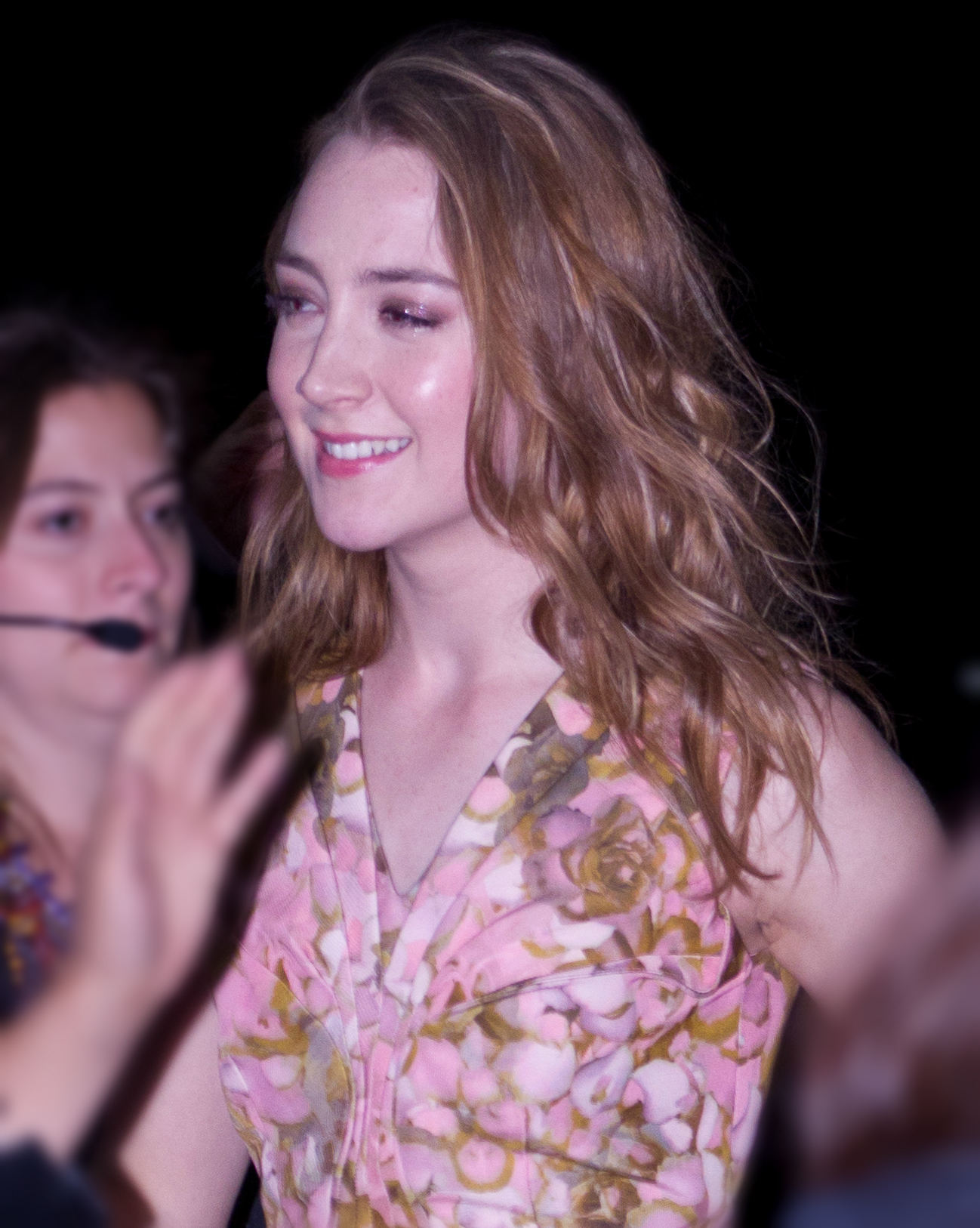
Saoirse Ronan en el Festival Internacional de Cine de Toronto en 2012.

En 2009, apareció junto a Rachel Weisz y Stanley Tucci en la película de Peter Jackson, The Lovely Bones, una adaptación de la novela homónima de Alice Sebold. En la película, Ronan interpreta a una adolescente de catorce años de edad, Susie Salmon, quien después de haber sido asesinada, se encuentra en el limbo entre el Cielo y la Tierra, y ve cómo su familia y amigos luchan por seguir adelante con sus vidas, mientras ella llega a un acuerdo con su propia muerte. Al principio, Saoirse y su familia tenían dudas de que aceptara el papel en la película debido a su temática, pero ella estuvo de acuerdo después de reunirse con Jackson, quien la describió como "increíble en la pantalla". The Lovely Bones fue estrenada con críticas mixtas sobre la trama y su mensaje. La película obtuvo varios galardones, y Ronan ganó un premio Critics' Choice por este papel, y también fue nominada al BAFTA como mejor actriz.
En 2010, apareció en The Way Back, dirigida por Peter Weir, en la que interpretó a Irena, una huérfana de Polonia, que se une a un grupo de prisioneros que escapan de un gulag en Siberia en 1940, y tratan de hacer una caminata de cuatro mil millas a la India. Fue rodada en Bulgaria, la India y Marruecos, junto a Jim Sturgess, Colin Farrell y Ed Harris. La película recibió críticas generalmente positivas, por la que Ronan ganó el Premio Irlandés de Cine y Televisión a la Mejor Actriz en un Papel Secundario.

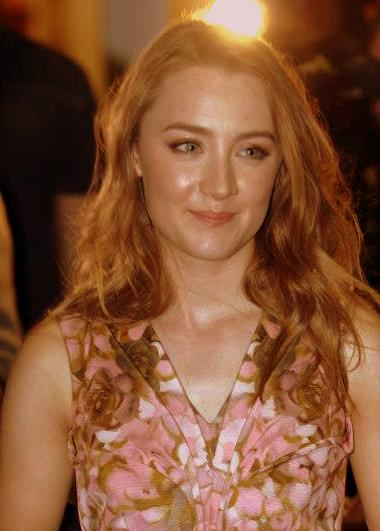
Saoirse Ronan en la premier de Byzantium, en el Festival Internacional de Cine de Toronto en 2012.

En 2011, protagonizó el thriller de acción Hanna, junto a Eric Bana, que marcó su reencuentro con el director de Atonement, Joe Wright. Ese año, Ronan desempeñó el papel de una asesina adolescente, por primera vez bajo la dirección de Geoffrey Fletcher, en Violet y Daisy. En noviembre de 2011, participó en una promoción para la película irlandesa Institute Archive Preservation Fund, en la que fueron editadas digitalmente populares películas irlandesas del pasado, como Once y Mi pie izquierdo, así como de material de archivo documental sobre la llegada de John F. Kennedy al aeropuerto de Dublín y de la final de la GAA de Todo-Irlanda. También en 2011, se anunció que Ronan protagonizaría la adaptación de Andrew Niccol de la novela de Stephenie Meyer, La huésped (2013) interpretando a Melanie Stryder. Además, la película contó con la actuación de Diane Kruger, Max Irons, Jake Abel, entre otros.
Saoirse estaba en negociaciones para interpretar el papel de la elfo Itaril en El hobbit: un viaje inesperado (2012) de Peter Jackson, pero más tarde afirmó que ella no aparecería en la película. Dijo que estaba "muy decepcionada" por tener que rechazar el papel "pero hay otros proyectos, así que he tenido que considerarlo - y filmar El hobbit: un viaje inesperado por más de un año, no me habría dejado tiempo para hacer otras cosas", refiriéndose a la película La huésped. También se le ofreció el papel de Kitty en Anna Karenina (2012), pero lo rechazó para protagonizar Byzantium (2012), del director Neil Jordan.
La película How I Live Now (2013) también cuenta con el protagonismo de Saoirse. La película es la adaptación para la gran pantalla de la célebre novela juvenil de Meg Rosoff, How I Live Now, que dirigió Kevin Macdonald. En ella, Ronan interpreta a Daisy, una adolescente neoyorquina que pasa un verano en Inglaterra, donde se enamora de su primo Edmond. Sin embargo, la relación se ve cortada de raíz cuando estalla la Tercera Guerra Mundial e Inglaterra es invadida por el enemigo, obligando a Daisy a refugiarse en un bosque. Además, el compositor de la banda sonora de esta película, Jon Hopkins, colaboró con Natasha Khan, conocida por Bat for Lashes, para crear el tema principal de la película, cuyo video cuenta con Saoirse como protagonista.

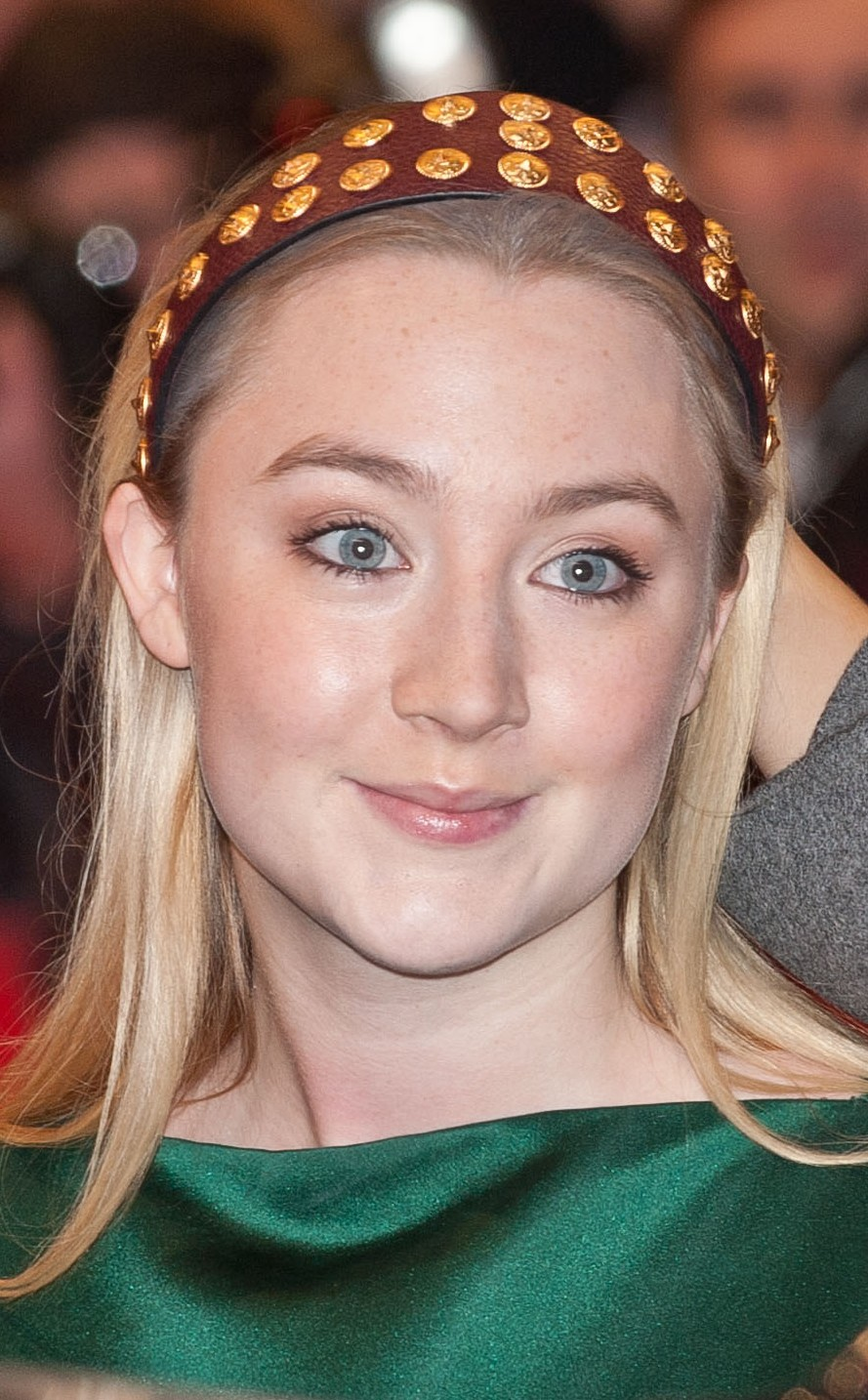
Saoirse Ronan en el Festival de Cine de Berlín en 2014.

A fines del año 2012, Ronan se unió al reparto de la película de Wes Anderson, El Gran Hotel Budapest. El estreno de la película fue el 21 de marzo de 2014 y cuenta con la participación de Jude Law, Bill Murray, Ralph Fiennes, Jason Schwartzman, entre otros.
A comienzos del mes de febrero del año 2013 se confirmó la participación de Saoirse en Lost River. La película narra la historia de una madre soltera con dos hijos que es arrastrada a un submundo de fantasía oscuro y macabro, mientras que su hijo adolescente descubre una carretera secreta hacía una ciudad sumergida. La película fue el debut en la dirección del actor Ryan Gosling y contó con la actuación de Christina Hendricks, Matt Smith, Eva Mendes, entre otros. La filmación comenzó en el mes de mayo de 2013 en Detroit, Míchigan y se estrenó en Estados Unidos el 10 de abril de 2015.
Además, a comienzos del 2014, Saoirse inició la filmación de Stockholm, Pennsylvania en Los Ángeles junto a Jason Isaacs, Cynthia Nixon y David Warshofsky. La película narra la historia de una joven que fue secuestrada de niña y que, veinte años después de su secuestro, es rescatada y vuelve con sus padres, intentando reconstruir la relación con ellos. Se estrenó por televisión en 2015.

### 2015-presente: Brooklyn y reconocimiento de la crítica
En 2015, interpretó el papel principal de Eilis Lacey en la película Brooklyn, dirigida por John Crowley. Se basa en la novela del mismo nombre por Colm Tóibín. La película fue estrenada el 6 de noviembre de 2015 y el rendimiento de Ronan obtuvo su amplio reconocimiento de la crítica. En enero de 2016, Saoirse recibió una nominación para los Premios Óscar a la mejor actriz, posteriormente obtuvo nominaciones a los Globos de Oro, los Premios BAFTA y los Premios del Sindicato de Actores, mientras que la película fue nominada para el Óscar a la Mejor Película y Mejor Guion Adaptado.
En 2016 Saoirse debutó en Broadway interpretando a Abigail Williams en una nueva versión de la obra Las brujas de Salem de Arthur Miller, junto con Ben Whishaw, Sophie Okonedo, Ciarán Hinds, entre otros. El mismo año apareció en el video musical del tema "Cherry Wine" del artista Hozier, en el que interpreta a una mujer víctima de violencia de género. 
En 2017 interpretó a Marguerite Gachet en la película de animación Loving Vincent, sobre la vida del pintor Vincent van Gogh. La película fue nominada al Premio Óscar a la Mejor Película de Animación. Además, protagonizó la película Lady Bird, dirigida por Greta Gerwig, por la cual recibió nuevamente una nominación a Mejor Actriz en los Premios Óscar de 2018. La película fue aclamada por la crítica y también fue nominada a Mejor Película en los Premios Óscar. También protagonizó el drama de época On Chesil Beach, junto a Billy Howle, basada en una novela del escritor Ian McEwan, el mismo autor de Expiación. El mismo año protagonizó el video musical "Galway Girl" de Ed Sheeran.
En 2018 se estrenaron dos películas en las que Ronan participó. Por un lado, La gaviota de Michael Mayer, una adaptación de la obra teatral de Antón Chéjov, en la que interpretó a la joven Nina Zarechnaya, con un elenco que incluye a Annette Bening, Corey Stoll, Billy Howle, Elisabeth Moss y Brian Dennehy. Por último se estrenó la biografía Mary Queen of Scots, donde Ronan interpreta a la Reina de Escocia María I de Escocia, junto a Margot Robbie quien da vida a la Reina de Inglaterra Isabel I de Inglaterra.
En 2019 interpretó a Jo March en la película Mujercitas, dirigida por Greta Gerwig, en una nueva adaptación de la novela de Louisa May Alcott. Allí compartió elenco con Emma Watson, Florence Pugh, Eliza Scanlen, Timothée Chalamet, Louis Garrel, Laura Dern, Meryl Streep y Bob Odenkirk, entre otros. La película se estrenó en diciembre de 2019 y fue un éxito tanto en taquilla como para la crítica. La actuación de Ronan fue nuevamente alabada y le valió su cuarta nominación a los Premios Óscar como Mejor Actriz Principal. 
En 2020, protagonizó junto a Kate Winslet el drama de época Ammonite, basada en la vida de la paleontóloga británica Mary Anning. La película recibió críticas positivas.En 2021 formó parte del elenco de la película coral The French Dispatch, dirigida por Wes Anderson, con quien ya había trabajado en El Gran Hotel Budapest.

## Vida personal
Ronan tiene nacionalidad estadounidense e irlandesa. Reside en Greystones, County Wicklow, Irlanda.
En 2010, y con 16 años edad, fue invitada a unirse a la Academia de las Artes y las Ciencias Cinematográficas. También se convirtió en embajadora de la Sociedad Irlandesa para la Prevención de la Crueldad hacia los Niños. En 2011, participó en una promoción para el Fondo de Preservación de Archivos del Instituto de Cine Irlandés, en el que fue editada digitalmente en populares películas irlandesas del pasado, así como en imágenes de documentales.
En julio de 2024, se casó con su pareja Jack Lowden y durante la presentación de una de sus películas en el Festival de Cannes 2025, se anunció que están esperando su primer hijo.

## Filmografía

### Cine
| Año  | Título                                   | Papel                              |
| ---- | ---------------------------------------- | ---------------------------------- |
| 2007 | I Could Never Be Your Woman              | Izzie Mensforth                    |
| 2007 | The Christmas Miracle of Jonathan Toomey | Celia Hardwick                     |
| 2007 | Atonement                                | Briony Tallis (13 años)            |
| 2007 | Death Defying Acts                       | Benji McGarvie                     |
| 2008 | City of Ember                            | Lina Mayfleet                      |
| 2009 | The Lovely Bones                         | Susie Salmon                       |
| 2010 | Arrietty                                 | Arrietty (voz de doblaje)          |
| 2010 | The Way Back                             | Irena Zielińska                    |
| 2011 | Hanna                                    | Hanna Heller                       |
| 2011 | Violet & Daisy                           | Daisy                              |
| 2012 | Byzantium                                | Eleanor Webb                       |
| 2013 | The Host                                 | Melanie Stryder / Wanderer "Wanda" |
| 2013 | How I Live Now                           | Daisy                              |
| 2013 | Justin and the Knights of Valour         | Talia (voz)                        |
| 2014 | El Gran Hotel Budapest                   | Agatha                             |
| 2014 | Muppets Most Wanted                      | Bailarina de ballet                |
| 2014 | Lost River                               | Rat                                |
| 2015 | Stockholm, Pennsylvania                  | Leia Dargon                        |
| 2015 | Brooklyn                                 | Éilis Lacey                        |
| 2015 | Weepah Way for Now                       | Emily/Narradora (voz)              |
| 2017 | Loving Vincent                           | Marguerite Gachet (voz)            |
| 2017 | Lady Bird                                | Christine "Lady Bird" McPherson    |
| 2017 | On Chesil Beach                          | Florence Ponting                   |
| 2018 | The Seagull                              | Nina Zarechnaya                    |
| 2018 | Mary Queen of Scots                      | María I de Escocia                 |
| 2019 | Mujercitas                               | Jo March                           |
| 2020 | Ammonite                                 | Charlotte Murchison                |
| 2021 | The French Dispatch                      | Junkie / Primera corista           |
| 2022 | See How They Run                         | Agente Stalker                     |
| 2023 | Foe                                      | Henrietta                          |
| 2024 | The Outrun                               | Rona                               |
| 2024 | Blitz                                    | Rita                               |
| 2025 | Bad Apples                               | Maria                              |

### Televisión
| Año         | Título                                                                                               | Papel                                   | Notas |
| ----------- | --- | --------------------------------------- | --- |
| 2003 – 2004 | The Clinic                                                                                           | Rhiannon Geraghty                       | 4 episodios |
| 2005        | Proof                                                                                                | Orla Boland                             | 4 episodios |
| 2008        | Fred                                                                                                 | Ella misma                              | Episodio: "Fred: A Star in His Own Mind" |
| 2009        | Saturday Night Live                                                                                  | Miembro de la audiencia (desacreditada) | Episodio: "Gerard Butler/Shakira" |
| 2014        | Robot Chicken                                                                                        | Varios                                  | Papel de voz. 2 episodios |
| 2017        | Saturday Night Live                                                                                  | Ella misma (anfitriona)                 | Episodio: "Saoirse Ronan/U2" |
| 2019        | The United Nations Association 2019 Global Citizen Awards & 12th Annual West Coast Global Forum      | Ella misma                              | Especial de televisión sobre la crisis de refugiados, organizado por la división estadounidense de la Organización de las Naciones Unidas                                                           |
| 2020        | The United Nations Association 2020 Global Citizen Awards & 13th Annual 2020 West Coast Global Forum | Ella misma                              | Especial de televisión sobre las posibilidades de un futuro sustentable en el marco de la Pandemia de COVID-19, organizado por la división estadounidense de la Organización de las Naciones Unidas |

### Teatro
| Año  | Título              | Papel            | Lugar                        |
| ---- | ------------------- | ---------------- | ---------------------------- |
| 2016 | Las brujas de Salem | Abigail Williams | Teatro Walter Kerr, Broadway |
| 2021 | Macbeth             | Lady Macbeth     | Teatro Almeida, West End     |

### Documentales
| Año  | Título                               | Papel      | Notas                                                                                        |
| ---- | ------------------------------------ | ---------- | -------------------------------------------------------------------------------------------- |
| 2010 | Guión busca estrella                 | Ella misma | Película para televisión documental                                                          |
| 2012 | Electric Burma                       | Ella misma | Documental sobre el concierto en honor a la lideresa política birmana Aung San Suu Kyi       |
| 2018 | Trainee Filmmakers                   | Ella misma | Documental corto sobre jóvenes cineastas en entrenamiento de Irlanda del Norte y Los Ángeles |
| 2019 | Loving Vincent: The Impossible Dream | Ella misma | Documental sobre la realización de la película Loving Vincent                                |

### Cortometrajes
| Cortometrajes | Cortometrajes                 | Cortometrajes | Cortometrajes                                                                  |
| Año           | Título                        | Papel         | Notas                                                                          |
| ------------- | ----------------------------- | ------------- | ------------------------------------------------------------------------------ |
| 2013          | "Garden's heart"              | Daisy         | Videoclip de Bat for Lashes para la banda sonora de la película How I Live Now |
| 2016          | "Cherry Wine"                 | Mujer         | Videoclip de Hozier                                                            |
| 2017          | "Galway Girl"                 | Chica         | Videoclip de Ed Sheeran                                                        |
| 2017          | Great Performers: Horror Show | El maniquí    | Cortometraje de terror producido por The New York Times Magazine               |
| 2025          | "Psycho Killer"               | Mujer         | Videoclip de Talking Heads                                                     |

## Premios y nominaciones

### Óscar
| Año  | Categoría               | Trabajo nominado | Resultado |
| ---- | ----------------------- | ---------------- | --------- |
| 2008 | Mejor actriz de reparto | Atonement        | Nominada  |
| 2016 | Mejor actriz            | Brooklyn         | Nominada  |
| 2018 | Mejor actriz            | Lady Bird        | Nominada  |
| 2019 | Mejor actriz            | Mujercitas       | Nominada  |

### Globos de Oro
| Año  | Categoría                        | Trabajo nominado | Resultado |
| ---- | -------------------------------- | ---------------- | --------- |
| 2007 | Mejor actriz de reparto          | Atonement        | Nominada  |
| 2015 | Mejor actriz - Drama             | Brooklyn         | Nominada  |
| 2017 | Mejor actriz - Comedia o Musical | Lady Bird        | Ganadora  |
| 2019 | Mejor actriz - Drama             | Mujercitas       | Nominada  |

### BAFTA
| Año  | Categoría               | Trabajo nominado | Resultado |
| ---- | ----------------------- | ---------------- | --------- |
| 2007 | Mejor actriz de reparto | Atonement        | Nominada  |
| 2009 | Mejor actriz            | The Lovely Bones | Nominada  |
| 2015 | Mejor actriz            | Brooklyn         | Nominada  |
| 2017 | Mejor actriz            | Lady Bird        | Nominada  |
| 2019 | Mejor actriz            | Mujercitas       | Nominada  |
| 2024 | Mejor actriz de reparto | The Outrun       | Pendiente |

### Sindicato de Actores
| Año  | Categoría     | Trabajo nominado | Resultado |
| ---- | ------------- | ---------------- | --------- |
| 2015 | Mejor actriz  | Brooklyn         | Nominada  |
| 2017 | Mejor actriz  | Lady Bird        | Nominada  |
| 2017 | Mejor reparto | Lady Bird        | Nominada  |

### Crítica Cinematográfica
| Año  | Categoría               | Trabajo nominado | Resultado |
| ---- | ----------------------- | ---------------- | --------- |
| 2009 | Mejor intérprete joven  | The Lovely Bones | Ganadora  |
| 2009 | Mejor actriz            | The Lovely Bones | Nominada  |
| 2015 | Mejor actriz            | Brooklyn         | Nominada  |
| 2017 | Mejor actriz            | Lady Bird        | Nominada  |
| 2017 | Mejor actriz de comedia | Lady Bird        | Nominada  |
| 2017 | Mejor reparto           | Lady Bird        | Nominada  |
| 2019 | Mejor reparto           | Mujercitas       | Nominado  |
| 2019 | Mejor actriz            | Mujercitas       | Nominado  |

### Independent Spirit
| Año  | Categoría    | Trabajo nominado | Resultado |
| ---- | ------------ | ---------------- | --------- |
| 2017 | Mejor actriz | Lady Bird        | Nominada  |

### Satellite
| Año  | Categoría                       | Trabajo nominado | Resultado |
| ---- | ------------------------------- | ---------------- | --------- |
| 2007 | Mejor actriz de reparto - Drama | Atonement        | Nominada  |
| 2015 | Mejor actriz                    | Brooklyn         | Ganadora  |
| 2017 | Mejor actriz                    | Lady Bird        | Nominada  |

### Saturn
| Año  | Categoría                           | Trabajo nominado | Resultado |
| ---- | ----------------------------------- | ---------------- | --------- |
| 2009 | Mejor interpretación - actriz joven | The Lovely Bones | Ganadora  |
| 2011 | Mejor interpretación - actriz joven | Hanna            | Nominada  |

### Otros premios
| Año                                        | Premio                                                                | Categoría                                                   | Trabajo nominado          | Resultado |
| ------------------------------------------ | --------------------------------------------------------------------- | ----------------------------------------------------------- | ------------------------- | --------- |
| 2007                                       | Dallas-Fort Worth Film Critics Association Award                      | Mejor actriz de reparto                                     | Atonement                 | Nominada  |
| 2007                                       | Las Vegas Film Critics Society Award                                  | Juventud en el cine – Femenino                              | Atonement                 | Ganadora  |
| 2007                                       | Premios Phoenix Film Critics Society                                  | Mejor interpretación juvenil de reparto - Femenino          | Atonement                 | Ganadora  |
| 2008                                       | Broadcast Film Critics Association                                    | Mejor actriz joven                                          | Atonement                 | Nominada  |
| 2008                                       | Premios Empire                                                        | Mejor artista revelación                                    | Atonement                 | Nominada  |
| 2008                                       | Evening Standard British Film Awards                                  | Actor más prometedor                                        | Atonement                 | Nominada  |
| 2008                                       | London Critics Circle Film Awards                                     | Actuación británica revelación                              | Atonement                 | Nominada  |
| 2008                                       | London Critics Circle Film Awards                                     | Actriz británica de reparto del año                         | Atonement                 | Nominada  |
| 2008                                       | Young Artist Award                                                    | Mejor actriz protagonista joven en un largometraje          | Atonement                 | Nominada  |
| 2008                                       | Sociedad de Críticos de Cine Online                                   | Mejor actriz de reparto                                     | Atonement                 | Nominada  |
| 2008                                       | Irish Film and Television Awards                                      | Mejor actriz de reparto                                     | Atonement                 | Ganadora  |
| 2008                                       | Irish Film and Television Awards                                      | Premio estrella creciente                                   | Premio estrella creciente | Ganadora  |
| 2008                                       | Australian Film Institute                                             | Mejor actriz de reparto                                     | Death Defying Acts        | Nominada  |
| 2009                                       | Film Critics Circle of Australia Awards                               | Mejor actriz de reparto                                     | Death Defying Acts        | Nominada  |
| 2009                                       | Irish Film and Television Awards                                      | Mejor actriz de reparto                                     | Death Defying Acts        | Ganadora  |
| 2009                                       | Irish Film and Television Awards                                      | Mejor actriz en un papel principal en una película          | City of Ember             | Nominada  |
| 2009                                       | Las Vegas Film Critics Society Award                                  | Juventud en el cine                                         | The Lovely Bones          | Ganadora  |
| 2009                                       | Premios Phoenix Film Critics Society                                  | Mejor actuación por una joven - Femenino                    | The Lovely Bones          | Ganadora  |
| 2009                                       | Detroit Film Critics Society Awards                                   | Mejor actriz                                                | The Lovely Bones          | Nominada  |
| 2009                                       | Houston Film Critics Society                                          | Mejor actriz                                                | The Lovely Bones          | Nominada  |
| 2009                                       | St. Louis Gateway Film Critics Association Award                      | Mejor actriz                                                | The Lovely Bones          | Nominada  |
| 2010                                       | Broadcast Film Critics Association Awards                             | Mejor actriz joven                                          | The Lovely Bones          | Ganadora  |
| 2010                                       | Broadcast Film Critics Association Awards                             | Mejor actriz                                                | The Lovely Bones          | Nominada  |
| 2010                                       | Irish Film and Television Awards                                      | Mejor actriz                                                | The Lovely Bones          | Ganadora  |
| 2010                                       | London Critics Circle Film Awards                                     | Joven intérprete británico del año                          | The Lovely Bones          | Nominada  |
| 2010                                       | Festival Internacional de cine de Santa Bárbara                       | Premios Virtuoso                                            | The Lovely Bones          | Ganadora  |
| 2010                                       | Young Artist Awards                                                   | Mejor actuación en una película - Actriz protagonista joven | The Lovely Bones          | Nominada  |
| 2011                                       |                                                                       |                                                             | The Lovely Bones          |           |
| Irish Film and Television Awards           | Mejor actriz de reparto en una película                               | The Way Back                                                | Ganadora                  |           |
| London Critics Circle Film Awards          | Joven intérprete británico del año                                    | The Way Back                                                | Nominada                  |           |
| Premios Phoenix Film Critics Society       | Mejor actuación de un actor juvenil en un papel de reparto - Femenino | Hanna                                                       | Ganadora                  |           |
| Alliance of Women Film Journalists         | Actriz de acción favorita (compartido con Rooney Mara)                | Hanna                                                       | Nominada                  |           |
| St. Louis Gateway Film Critics Association | Mejor actriz                                                          | Hanna                                                       | Nominada                  |           |
| 2012                                       |                                                                       | Hanna                                                       |                           |           |
| Broadcast Film Critics Association Awards  | Mejor actriz joven                                                    | Hanna                                                       | Nominada                  |           |
| Irish Film and Television Awards           | Mejor actriz en un papel principal                                    | Hanna                                                       | Ganadora                  |           |
| London Critics Circle Film Awards          | Joven intérprete británico del año                                    | Hanna                                                       | Nominada                  |           |
| Young Artist Awards                        | Mejor actriz protagonista joven en una película                       |                                                             | Nominada                  |           |
| 2013                                       | Teen Choice Awards                                                    | Mejor actriz de ciencia ficción/fantasía                    | The Host                  | Nominada  |
| 2013                                       | British Independent Film Awards                                       | Mejor actriz                                                | How I Live Now            | Nominada  |